# Amphithalea micrantha
Amphithalea micrantha är en ärtväxtart som först beskrevs av Ernst Meyer, och fick sitt nu gällande namn av Wilhelm Gerhard Walpers. Amphithalea micrantha ingår i släktet Amphithalea och familjen ärtväxter. Inga underarter finns listade i Catalogue of Life.